# Andreï Kobelev
Andreï Nikolaïevitch Kobelev (en russe : Андрей Николаевич Кобелев) est un footballeur international puis entraîneur russe né le 22 octobre 1968 à Moscou.
Formé au Dynamo Moscou, c'est dans ce club qu'il passe la grande majorité de sa carrière, évoluant sous ses couleurs pendant près de onze ans, sur les dix-sept de sa carrière professionnelle, sur trois passages distincts entre 1985 et 2002. Il s'y fait par ailleurs remarquer dès ses débuts en équipe réserve en 1983, étant rapidement sélectionné au sein des équipes de jeunes de l'Union soviétique avec qui il remporte l'Euro des moins de 16 ans en 1985 et l'Euro espoirs en 1990. Avec son club il ne remporte cependant qu'un seul titre : la Coupe de Russie en 1995, bien qu'il soit finaliste de cette même compétition deux années après. Il connaît également une sélection avec la Russie en 1992. Il effectue par la suite un passage au sein du club espagnol du Betis Séville entre les fins d'années 1992 et 1994, où il ne joue que très peu du fait de blessures, puis au Zénith Saint-Pétersbourg entre 1999 et 2001, avec qui il remporte la Coupe de Russie en 1999.
À la fin de sa carrière, il intègre l'encadrement technique du Dynamo à partir d'octobre 2004 en tant qu'adjoint. Il occupe par la suite le poste d'entraîneur principal par intérim à deux reprises lors de l'année 2005 avant d'être nommé formellement à ce poste à la fin du mois d'août 2006. Évitant au club la relégation à l'issue de sa première saison, il l'amène par la suite à une troisième place en championnat en 2008 et à la Ligue des champions l'année suivante. Il est cependant renvoyé en avril 2010 alors que les résultats ont décliné entre-temps. Il passe par la suite un peu plus d'un an au Krylia Sovetov Samara, qu'il entraîne de juillet 2011 à novembre 2012 avant de revenir au Dynamo en juillet 2015. Il est cependant renvoyé au mois de mai suivant alors que l'équipe connaît une saison désastreuse qui débouche finalement sur sa relégation.

## Biographie

### Carrière en club
Natif de Moscou, Kobelev est formé au football au sein de l'école de sport du Dynamo à partir de 1976. Il en intègre l'équipe réserve à partir de 1983 avant de faire ses débuts en équipe première à l'âge de seize ans durant la saison 1985. Son premier match se déroule le 16 juin 1985 contre le Zénith Léningrad. Il dispute cette saison-là dix-huit matchs et inscrit deux buts. Il devient par la suite un joueur de rotation au cours des années qui suivent avant de s'imposer progressivement comme titulaire à partir de 1989. Il découvre la coupe d'Europe en 1991 en prenant part à la Coupe UEFA, où il dispute cinq matchs et trouve les filets face au Dunakanyar-Vác puis contre l'AS Cannes.
Kobelev quitte le Dynamo et la Russie durant le mois de décembre 1992 pour rallier l'Espagne et le Betis Séville, qui évolue alors en deuxième division. Il est rapidement intégré à l'équipe et dispute dix-neuf matchs, pour un but inscrit, lors de la deuxième partie de la saison 1992-1993. Frappé par une rupture des ligaments croisés en mai 1993, il ne dispute qu'un seul match la saison suivante. Par la suite en manque de temps de jeu en début de saison 1994-1995, il décide de rompre son contrat avec le club pour retourner au Dynamo en début d'année 1995.
Peu de temps après son retour, il prend part au parcours de l'équipe en Coupe de Russie qui la voit remporter la compétition à l'issue de la finale face au Rotor Volgograd. La saison 1996 est la plus prolifique de sa carrière, le voyant inscrire douze buts en trente-deux matchs de championnat, ce qui lui permet de se classer parmi les dix meilleurs buteurs de la compétition. Kobelev prend part l'année suivante à une nouvelle finale de Coupe de Russie, cette fois perdue face au Lokomotiv Moscou. La saison 1998 est cependant plus décevante, le Dynamo terminant neuvième du championnat tandis qu'une partie des cadres du club est fortement critiquée. Poussé vers la sortie, il décide de quitter Moscou pour rallier Saint-Pétersbourg et le club du Zénith en fin d'année.
Rapidement titularisé au sein de l'équipe, il participe à la victoire du club en Coupe de Russie en 1999, entrant en jeu lors de la finale face à son ancienne équipe du Dynamo. Il dispute l'année suivante la Coupe Intertoto, disputant sept matchs tandis que son équipe atteint la finale de la compétition avant d'être vaincue par le Celta Vigo. Contribuant à la troisième place du Zénith à l'issue de la saison 2001, avec notamment six buts inscrits en vingt-quatre matchs, il quitte le club en fin d'année pour effectuer un dernier bref passage au Dynamo Moscou l'année suivante. Il y joue dix matchs avant de mettre définitivement fin à sa carrière à la mi-saison.

### Carrière internationale
Kobelev est appelé au sein des sélections jeunes de l'Union soviétique dès 1983. Il y joue en tout quarante matchs pour quinze buts inscrits, y devenant même capitaine. Il fait notamment partie de l'équipe remportant l'Euro des moins de 16 ans en 1985, inscrivant un des quatre buts de son équipe lors de la finale face à la Grèce, ainsi que de celle qui gagne l'Euro espoirs en 1990. 
Appelé par Pavel Sadyrine en août 1992, Kobelev connaît sa seule et unique sélection avec l'équipe A de la Russie le 16 du même mois lors d'un match amical contre le Mexique, au cours duquel il entre en jeu à la mi-temps à la place d'Igor Lediakhov. Il ne reste cependant qu'une demi-heure sur le terrain, devant quitter les siens sur blessure à la suite d'une faute de Carlos Hermosillo à la soixante-douzième minute de jeu, qui est exclu dans la foulée. La rencontre se termine sur la victoire des siens sur le score de 2-0. Il n'est plus rappelé par la suite.

### Carrière d'entraîneur
Kobelev intègre à partir de 2004 l'encadrement technique du Dynamo Moscou, devenant adjoint au mois d'octobre. Il poursuit en parallèle ses études d'entraîneur, obtenant une licence A en 2005 puis une licence Pro l'année suivante. Durant cette période, il est appelé par deux fois à la tête de l'équipe première en tant qu'entraîneur intérimaire, d'abord à la place d'Oleg Romantsev de mai à juillet 2005 puis du Brésilien Ivo Wortmann au mois de novembre de la même année.
Après le départ de Iouri Siomine au début du mois d'août 2006, il redevient entraîneur par intérim avant d'être finalement confirmé dans ses fonctions à la fin du mois. Après sa nomination, il parvient dans un premier temps à sauver le club de la relégation en l'amenant à la quatorzième place à l'issue de la saison. Après une sixième position lors de la saison 2007, il amène le Dynamo à la troisième place du championnat, une première depuis 1997, dès l'année suivante. Il permet ainsi au club de découvrir la Ligue des champions pour la première fois de son histoire lors de l'édition 2009-2010, bien qu'il soit éliminé d'entrée par le Celtic Glasgow lors du troisième tour de qualification. Les performances de l'équipe déclinent cependant par la suite, avec une septième place en 2009. Il est finalement démis de ses fonctions en avril 2010 alors que le club se classe dixième après sept rencontres.
Kobelev reprend du service au début du mois de juillet 2011 en rejoignant le Krylia Sovetov Samara, qui se classe alors dernier du championnat. Il parvient à amener l'équipe à la douzième place à l'issue de la saison, évitant les barrages de relégation. Après un début de saison 2012-2013 décevant, il est démis de ses fonctions au mois de novembre 2012.
Il fait son retour dans l'encadrement du Dynamo Moscou le 2 juillet 2015 en étant nommé au poste de directeur sportif. Il ne l'occupe cependant que quelques jours, étant nommé entraîneur principal de l'équipe première dès le 13 juillet après le renvoi de Stanislav Tchertchessov. Le club connaît cependant des résultats désastreux durant la saison 2015-2016 qui le voit stagner en bas de classement. Kobelev est finalement renvoyé le 10 mai 2016, alors que le Dynamo se classe douzième à trois journées de la fin du championnat. Son remplaçant ne parvient pas à renverser la tendance et le club est finalement relégué pour la première fois de son histoire à l'issue de la saison.

## Statistiques

### En tant que joueur
| Saison                | Club                     | Championnat           | Championnat | Championnat | Coupe(s) nationale(s) | Coupe(s) nationale(s) | Compétition(s) continentale(s) | Compétition(s) continentale(s) | Compétition(s) continentale(s) | Total | Total |
| Saison                | Club                     | Division              | M.          | B.          | M.                    | B.                    | Comp.                          | M.                             | B.                             | M.    | B.    |
| 1985                  | Dynamo Moscou            | D1                    | 18          | 2           | 3                     | 0                     | -                              | -                              | -                              | 21    | 2     |
| 1986                  | Dynamo Moscou            | D1                    | 15          | 0           | 5                     | 0                     | -                              | -                              | -                              | 20    | 0     |
| 1987                  | Dynamo Moscou            | D1                    | 10          | 0           | 5                     | 1                     | -                              | -                              | -                              | 15    | 1     |
| 1988                  | Dynamo Moscou            | D1                    | 12          | 0           | 9                     | 0                     | -                              | -                              | -                              | 21    | 0     |
| 1989                  | Dynamo Moscou            | D1                    | 26          | 2           | 4                     | 3                     | -                              | -                              | -                              | 30    | 5     |
| 1990                  | Dynamo Moscou            | D1                    | 21          | 4           | 7                     | 1                     | -                              | -                              | -                              | 28    | 5     |
| 1991                  | Dynamo Moscou            | D1                    | 23          | 9           | -                     | -                     | C3                             | 5                              | 2                              | 28    | 11    |
| 1992                  | Dynamo Moscou            | D1                    | 16          | 8           | 3                     | 0                     | C3                             | 5                              | 0                              | 24    | 8     |
| Sous-total            | Sous-total               | Sous-total            | 141         | 25          | 36                    | 5                     | -                              | 10                             | 2                              | 187   | 32    |
| 1992-1993             | Betis Séville            | D2                    | 19          | 1           | 2                     | 0                     | -                              | -                              | -                              | 21    | 1     |
| 1993-1994             | Betis Séville            | D2                    | 1           | 0           | -                     | -                     | -                              | -                              | -                              | 1     | 0     |
| 1994-1995             | Betis Séville            | D1                    | -           | -           | 3                     | 0                     | -                              | -                              | -                              | 3     | 0     |
| Sous-total            | Sous-total               | Sous-total            | 20          | 1           | 5                     | 0                     | -                              | -                              | -                              | 25    | 1     |
| 1995                  | Dynamo Moscou            | D1                    | 17          | 2           | 2                     | 1                     | C2                             | 4                              | 0                              | 23    | 3     |
| 1996                  | Dynamo Moscou            | D1                    | 32          | 12          | 2                     | 1                     | C2+C3                          | 2+4                            | 0+3                            | 40    | 16    |
| 1997                  | Dynamo Moscou            | D1                    | 33          | 7           | 6                     | 2                     | CI                             | 3                              | 1                              | 42    | 10    |
| 1998                  | Dynamo Moscou            | D1                    | 20          | 0           | 2                     | 0                     | C3                             | 6                              | 0                              | 28    | 0     |
| Sous-total            | Sous-total               | Sous-total            | 102         | 21          | 12                    | 4                     | -                              | 19                             | 4                              | 133   | 29    |
| 1999                  | Zénith Saint-Pétersbourg | D1                    | 24          | 1           | 4                     | 0                     | C3                             | 2                              | 0                              | 30    | 1     |
| 2000                  | Zénith Saint-Pétersbourg | D1                    | 21          | 2           | 1                     | 0                     | CI                             | 7                              | 0                              | 29    | 2     |
| 2001                  | Zénith Saint-Pétersbourg | D1                    | 24          | 6           | 2                     | 1                     | -                              | -                              | -                              | 26    | 7     |
| Sous-total            | Sous-total               | Sous-total            | 69          | 9           | 7                     | 1                     | -                              | 9                              | 0                              | 85    | 10    |
| 2002                  | Dynamo Moscou            | D1                    | 10          | 0           | -                     | -                     | -                              | -                              | -                              | 10    | 0     |
| Total sur la carrière | Total sur la carrière    | Total sur la carrière | 342         | 56          | 60                    | 10                    | -                              | 38                             | 6                              | 440   | 72    |

### En tant qu'entraîneur
| Dynamo Moscou (intérim) | 18 mai 2005     | 18 juillet 2005  | 9   | 4  | 2  | 3  | 44,4  |
| Dynamo Moscou (intérim) | 8 novembre 2005 | 20 novembre 2005 | 1   | 1  | 0  | 0  | 100,0 |
| Dynamo Moscou           | 5 août 2006     | 27 avril 2010    | 128 | 55 | 30 | 43 | 43,0  |
| Krylia Sovetov Samara   | 30 juin 2011    | 15 novembre 2012 | 46  | 14 | 14 | 18 | 30,4  |
| Dynamo Moscou           | 13 juillet 2015 | 10 mai 2016      | 29  | 6  | 10 | 13 | 20,7  |
| Total                   | Total           | Total            | 213 | 80 | 56 | 77 | 37,6  |

## Palmarès
Union soviétique
- Vainqueur de l'Euro des moins de 16 ans en 1985.
- Vainqueur de l'Euro espoirs en 1990.

 Dynamo Moscou
- Vice-champion d'Union soviétique en 1986.
- Vainqueur de la Coupe de Russie en 1995.
- Finaliste de la Coupe de Russie en 1997.

 Zénith Saint-Pétersbourg
- Vainqueur de la Coupe de Russie en 1999.
- Finaliste de la Coupe Intertoto en 2000.